# Eucalyptus salubris
Eucalyptus salubris är en myrtenväxtart som beskrevs av Ferdinand von Mueller. Eucalyptus salubris ingår i släktet Eucalyptus och familjen myrtenväxter. Inga underarter finns listade i Catalogue of Life.